# Van Robbroek (huis)
Het huis van Robbroe(c)k, ook (de/van) Rogbroec, Robroc en Robbroeckx genaamd, is een voormalig Brabants riddergeslacht. Oorspronkelijk vazallen van het hertogdom Brabant en patriciërs van de stad Mechelen. 

## Geschiedenis

### Oorsprong
De oorsprong van het riddergeslacht zou terug te vinden zijn in de familienaam, wat afgeleid werd van een rood broek of rood moeras, een plaats in Steenhuffel: het Robbroek. Op diezelfde plaats zou het geslacht hof houden, waar later het Robbroekhof of Hemelrijkhof naar genoemd zou zijn. 

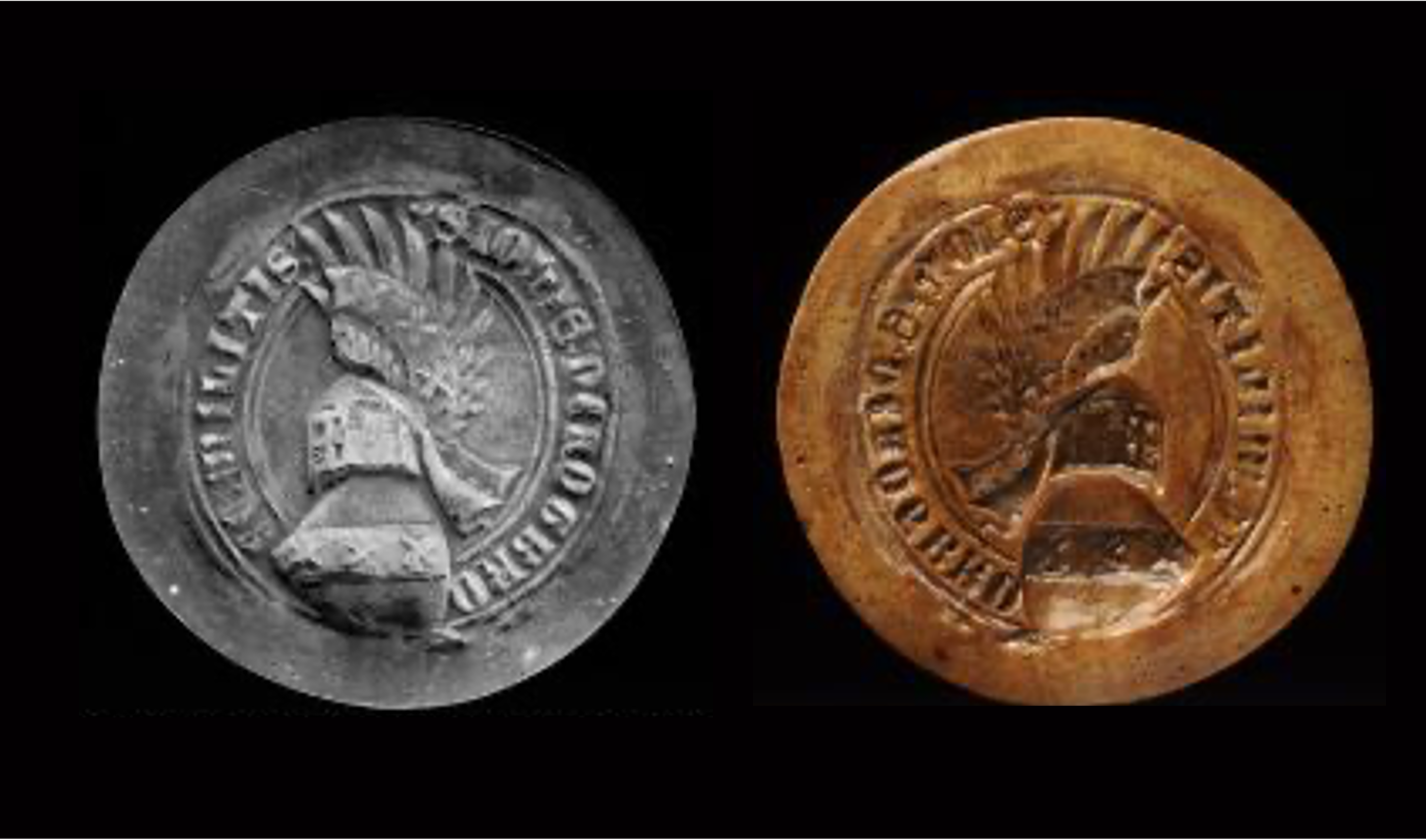
De originele zegels van Jan van Robbroek.

### 13e eeuw
Volgens de vroegste bron uit 1238 beschrijft een abt van de abdij van Averbode dat men gronden nalaat aan het klooster, die hen eerder geschonken waren door Eulalie de Rochbroec.
Volgens historicus Alphonse Wauters doet het riddergeslacht haar intrede in de 13de eeuw als vazallen onder de hertog van Brabant.  Hierbij beschrijft Wauters dat Egeric de Robroc of Robbroek in 1240-1241 weilanden schonk aan de abdij van Affligem. Deze akte beschrijft: "deze weiden, die zich in noordoostelijke richting uitstrekken in de richting van Steenhuffel, zijn omgeven door omheiningen, die in de plaatselijke taal 'Bornen' worden genoemd en die bovenaan met bomen zijn beplant. Ze worden doorsneden door kronkelpaadjes en vormen een doolhof waarin het moeilijk is niet te verdwalen". Daarnaast vermeld Wauters ook de vader, Jan van Robbroek en een tweede zoon Willem van Robbroek die in 1234 gronden bezat in Merchtem, Londerzeel en Rossem. En schrijft de eigendom van het gebied 'Robbroek' toe aan het geslacht.
Ook in de 13de eeuw was Agnes Van Robbroeck gehuwd met Jacob Berthout van Duffel, hij was heer van Soerle.  Zijn vader was Hendrik I Berthout van Duffel, ridder en heer van Duffel en Geel. 

### 14e eeuw

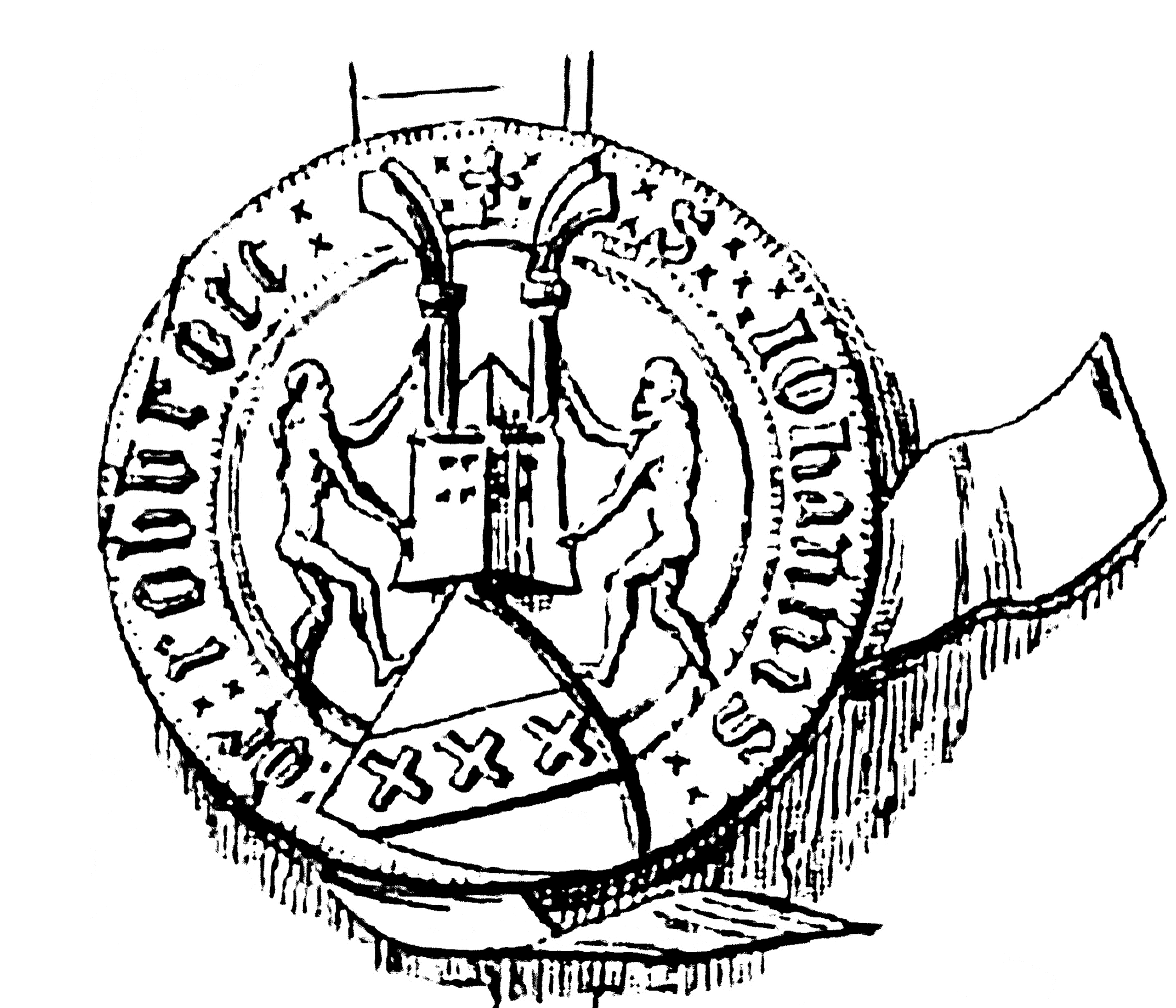
Officiële zegel van Jan (II) van Robbroek.

Tijdens de 14de eeuw waren leden van het geslacht actief in de stad Mechelen. Oorspronkelijk waren zij actief als lakenhandelaars, waarna ze zich zouden opwerken tot volwaardige patriciërs van de stad Mechelen. In 1334 wordt Jan (I) van Robbroek vernoemd als deken van de lakengilde. Zo werd hij schepen van Mechelen tussen 1338 en 1344 en ontving de titel van ridder. In 1345 werd hij ook ontvanger van de stad Mechelen, tot hij overleed in 1346. Zijn broer Hendrik (I) van Robbroek, verkocht in 1318-1319 een scharlaken aan de stad Mechelen, die het op hun beurt schonk aan de Hertogin van Brabant: Maria van Évreux.  Uiteindelijk werd Jan (II) van Robbroek in 1365 burgemeester van Mechelen. 
Tijdens de Brabantse Successieoorlog in 1356-1357 zouden Jan (II) van Robbroek en zijn oom, Hendrik (I) van Robbroek een verdrag sluiten samen met de andere Mechelse edelen om de graaf Lodewijk van Male en dus het Graafschap Vlaanderen openlijk steunen als de nieuwe hertog van Brabant. 
Jan (II) van Robbroek trouwde met Marguerite Estor en kregen vier kinderen: Hendrik II van Robbroek, Jan III van Robbroek, Amelryk van Robbroek en Marguerite van Robbroek. Hij bleef burgemeester tot aan zijn overlijden in 1381, waardoor zijn oudste zoon: Hendrik II van Robbroek de opvolger werd. Hendrik II van Robbroek werd wederom in navolging van zijn vader schepen voor de stad Mechelen. In 1386 werd ridder Daniel van Robbroeck vermeld als schepen te Merchtem en nam hij deel aan het beleg van Grave in de periode 1366-1388.

### 15e eeuw

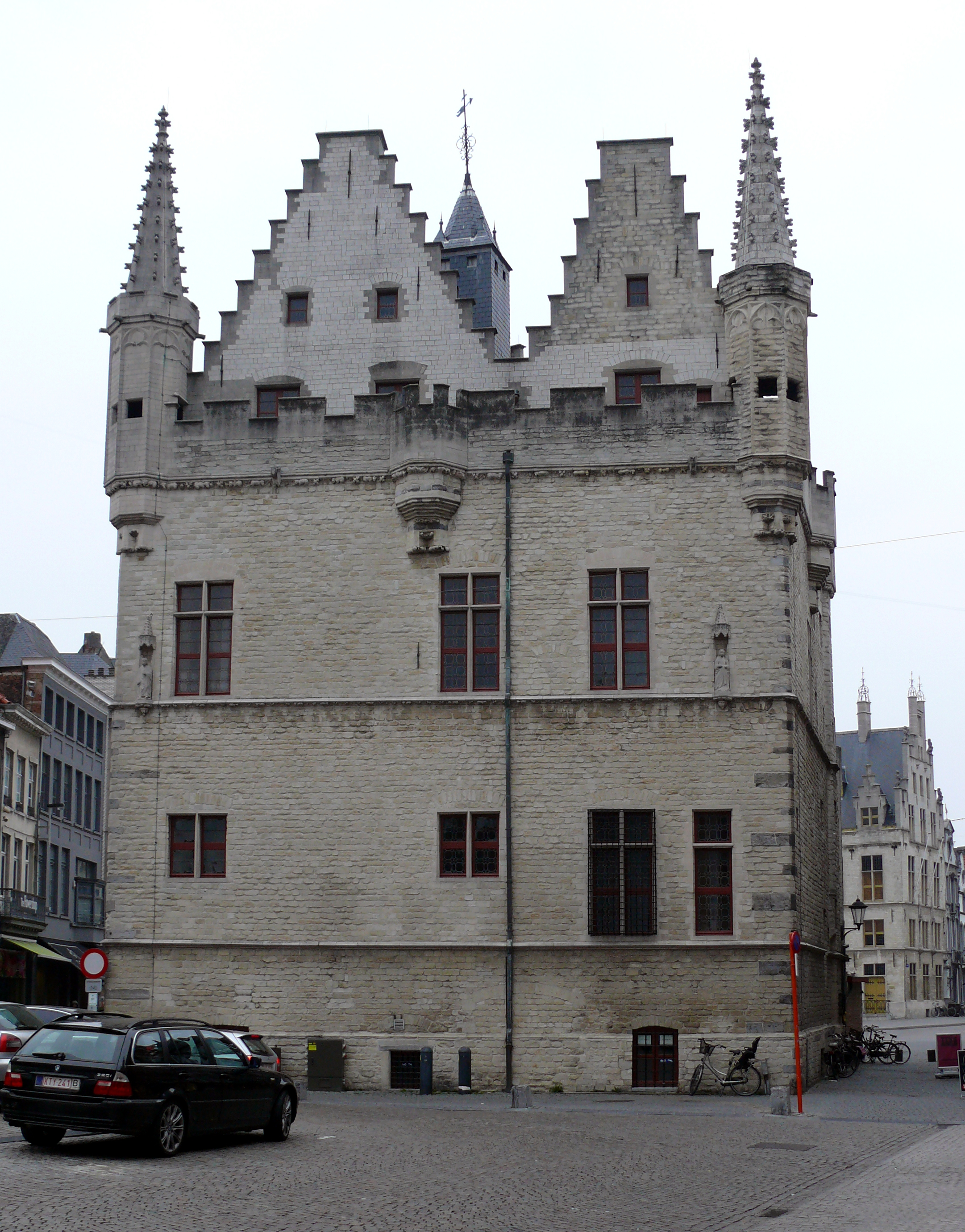
Het Mechelse schepenhuis.

In 1432 werd Hendrik (III) van Robbroek burgemeester van de stad Mechelen. Aan de hand van een bekendmaking uit 1443 beschrijft Filips de Goede dat Hendrik van Robbroek voor hem een erfrente voor het kasteel en dorp van Heverlee van 4 ponden heeft overgedragen aan de stad Leuven. Hendrik (III) trouwde met jonkvrouw Elisabeth de Voesdonc en kregen een zoon: Guillaume van Robbroek. Verder in 1449 krijgt Jan III van Robbroek het poorterrecht van de stad Mechelen, hij bezat toen ook nog gronden in Merchtem. Elisabeth van Robbroeck werd in 1460 vermeld als cijnsvrouw van het hertogdom Brabant over Malderen. In 1466 gebeurde hetzelfde voor Joannes van Robbroeck maar dan als cijnsman van het hof van Bouchout. Later in 1475 werd Walterus van Robbroeck vermeld als cijnsman over het hof van Malderen. Arnoldus van Robbroeck werd in 1490 vermeld als cijnsman van het hertogdom Brabant van hof de Keersmakere te Steenhuffel.
In 1466 werd Joannes/Jan van Robbroeck leenman van gronden in Ursene, vandaag een gehucht in Londerzeel. Echter werd hij in 1467 leenman van verschillende gronden rond kasteel Diepensteyn te Steenhuffel. In 1477 nam zijn dochter Margaretha van Robbroeck het leenmanschap van deze gronden over. In 1498 stierf Elizabeth van Mansdale, zij was getrouwd met Antoine van Robbroeck, dochter van Jan van Mansdale-Keldermans, een belangrijk steen- en beeldhouwer. In 1493 wordt Lysbeth van Robbroeck vernoemd als echtgenote van Cornelys van Coensborch. 

### Verdere eeuwen
In 1538 Catherine van Robbroeck wordt beschreven als weldoener door verschillende schenkingen aan de armen van de parochie van Sint-Catherine te Doornik, waar zij ook les gaf aan arme kinderen. In 1609 werd Joannes van Robbroeck en zijn vrouw, Jozijne van Vreckhem, vermeld als eigenaar van het hof te Perre te Steenhuffel. In 1581 zou een zekere Catherine van Robbroeck huwen met Jan van Eesbeke van der Haegen.

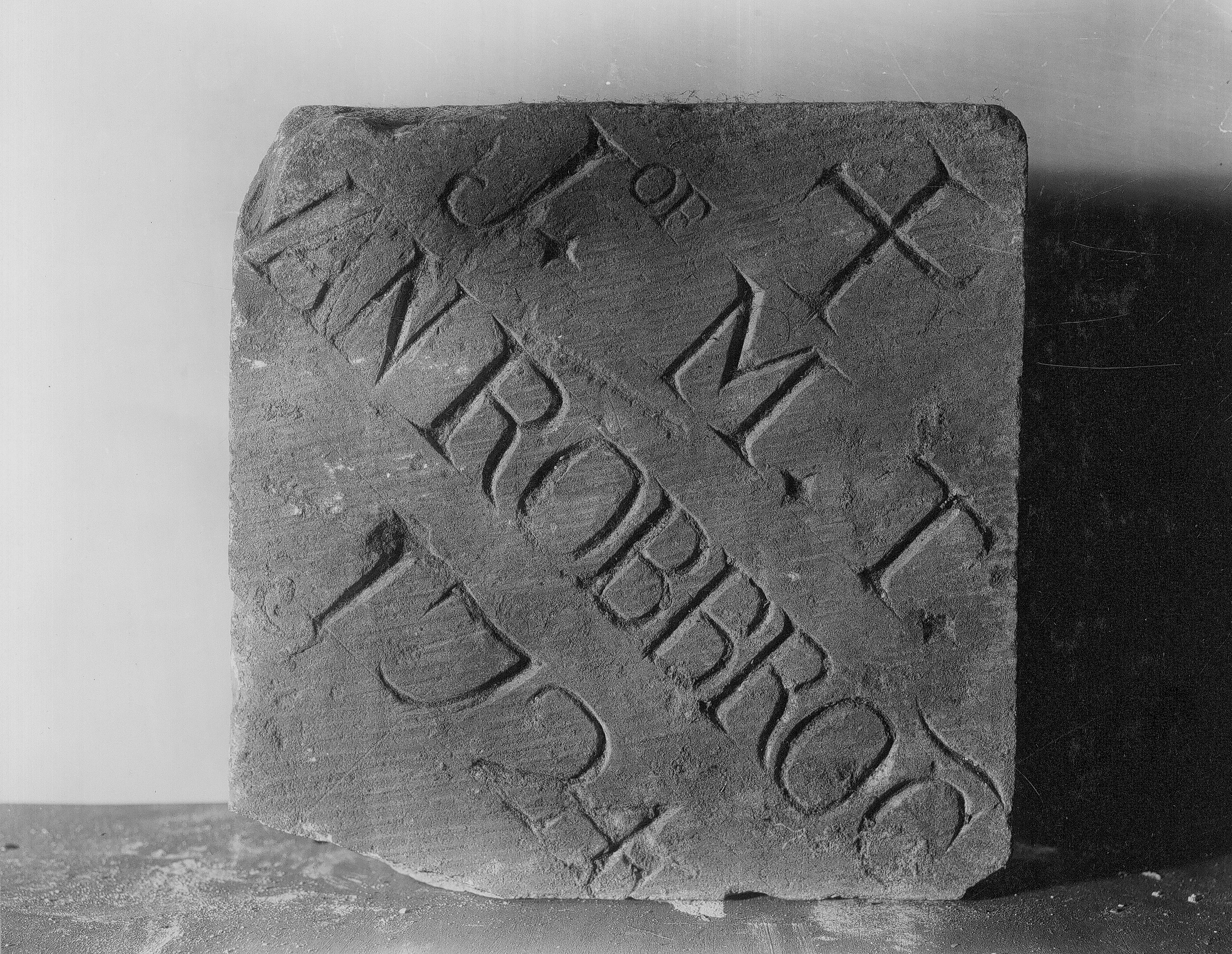
Een grafsteen van Jacques van Robbroek, schepen van de stad Mechelen.

Een zekere Joannes van Robbroeck zou in 1613 het laathof van Ernestus del Claira in Steenhuffel erven. In 1687 vinden we een oorkonde terug waarin Jaecques of Jan van Robbroeck vermeld wordt als ambachtsschepen van de stad Mechelen. In 1689 wordt hij specifiek vernoemd als schepen van het brouwersambacht. Een zekere David van Robbroeck (een Dominicaanse broeder) zou in 1735 door de dorst van Berlicum gevangen zijn genomen, waar hij later zou ontsnappen. Tussen 1752 en 1757 zou Maria-Theresia van Robbroeck de financiele registers van de gasthuiszuster van het Ziekeliedeklooster beheren.
Gedurende de 18de eeuw duikt een zekere Adrien van Robbroeck op, hij zou huwen met Anne Joseph Clement dit Fiefvez, dochter van Guillaume Dominique Clément dit Fiefvez: griffier van het prinsdom Rebecq vanaf 1686, en van Petit-Roeulx. Hij was leenhouder van de prinsdommen Rebecq en Rognon en ook van de heerlijkheid Offembais. Zijn kleindochter, Marie Magdeleine Joseph Clément dit Fiefvet, zou huwen met Gilles van Robbroeck. De dochter van Adrien van Robbroeck, Anne-Rose-Joséphe van Robbroeck, huwde met baron Laurent-François de Barbier. Zij kregen in 1758 een zoon, baron Adrien-Nicolas-Joseph de Barbier.
In de 17e eeuw vestigd zich een tak van het huis zich in Rumst waar Engelbert Van Robbroeck schepen zou worden. Zijn kinderen en afstammelingen zouden zich vestigen in onder andere Mechelen, Antwerpen en Boom. De dochter van Engelbert Van Robbroeck, Margaretha Van Robbroeck, zou huwen in de aanwezigheid van getuige Jan Keldermans, een afstammeling van de befaamde Mechelse familie Mansdale-Keldermans waarmee het huis van Robbroek enkele eeuwen voorheen de stad Mechelen samen bestuurde.
Hiermee komt er een einde aan het riddergeslacht en huis van Robbroek, alhoewel er vandaag nog sprake is van een nageslacht die echter geen adellijke titel draagt in België. In 2008 waren er voor de naam Robbroeckx: 68 personen met de familienaam Robbroeckx en 114 met de familienaam Van Robbroeck, waardoor ze bij de kleinere families van het land behoort. Tot nader orde behoren de families Van Robbroeck en Robbroeckx tot dezelfde stamfamilie.

## Hof van Robbroek

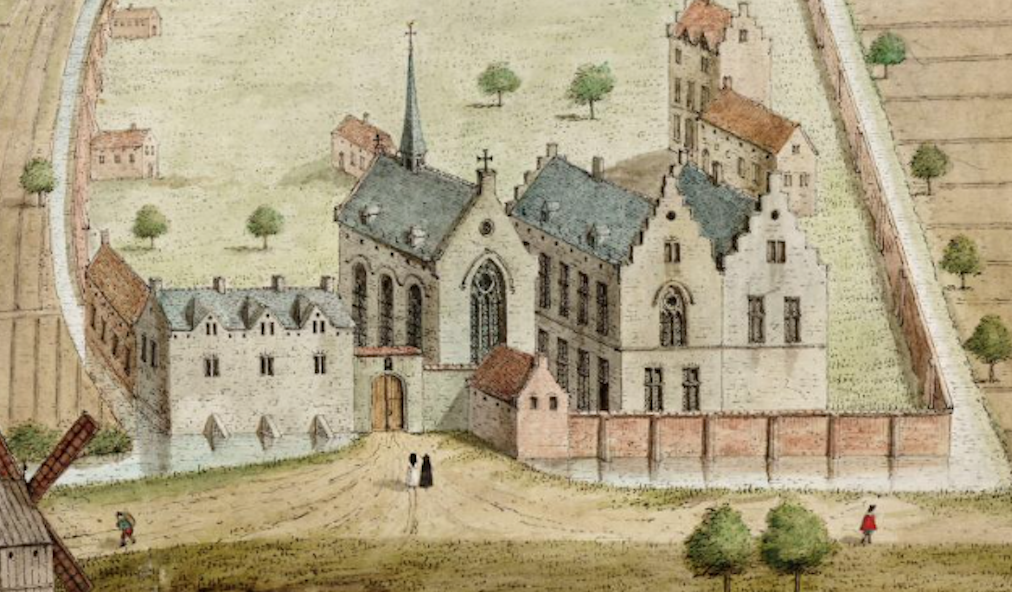
Een gravure van het Ziekeliedeklooster te Mechelen waar restanten van het hof van Robbroek op te zien zijn.

De Robbroeckstrate of Rogbroecstrate is de oude benaming voor de Ziekeliedenstraat te Mechelen. Deze straat werd genoemd naar het landgoed en hof van het riddergeslacht van Robbroek dat daar gevestigd was omstreeks de 13de eeuw. Het hof bestond uit een grote hal, keuken, stallen en een kleine kapel.
Vervolgens zou Nicolaas Everaerts, president van de Grote Raad van Mechelen, het hof en de bijhorende gronden overkopen. De zusters van Ziekeliedeorde zouden doorheen de 17e eeuw de originele ambtswoning ombouwen en uitbreiden tot een volwaardig klooster. De site en al haar gebouwen zouden in het midden van de 20ste eeuw worden afgebroken. Mits dat het landgoed in de tweede helft van de 16e eeuw in het bezit kwam van de Ziekeliedezusters zouden de Mechelaars nog lang de benaming 'Robbroeckstrate' gebruiken. Vanaf de 16e eeuw begint echter de schrijfwijze te verbasteren. Zo lezen we Robbrechtstraetken (1544), Robbroeckstrate en 't Robbroecxstraetken (1559), Sieckelieden straet (1624), Robbrootstraet (1655), Robbroeckstraet of Siekeliede straat (1660), Robbrootstraet (1674) en Siekeliedenstraet (1698). De wijkboeken uit 1647 beschrijven het Robbroeckstraetken. Mits de vele verbasteringen is het opmerkelijk dat de oorspronkelijke benaming erg lang standhield.

## Allianties
- jkvr. Agnes van Robbroeck en Jacob Berthout[33]
- rid. Hendrik II van Robbroek en jkvr. Elisabeth de Voesdonc[12]
- jkvr. Elisabeth de Rogbroeck en rid. Rombout de Valle[12]
- rid. Jan II van Robbroek en jkvr. Marguerite Estor[12] (dochter van Marie Berthout de Berlaer en rid. Hendrik Estor)
- jkvr. Catherine van Robbroeck en rid. Jean van Eesbeke van der Haegen[17]
- jkvr. Anne-Rose-Joséphe van Robbroeck en brn. Laurent-François de/von Barbier[25]
- rid. Adrien van Robbroeck en jkvr. Anne Joseph Clément dit Fiefvez[23]
- rid. Gilles van Robbroeck en jkvr. Marie Magdeleine Joseph Clément dit Fiefvez[34]
- jkvr. Elizabeth van Mansdale en rid. Antoine van Robbroeck[35]

## Wapenschild

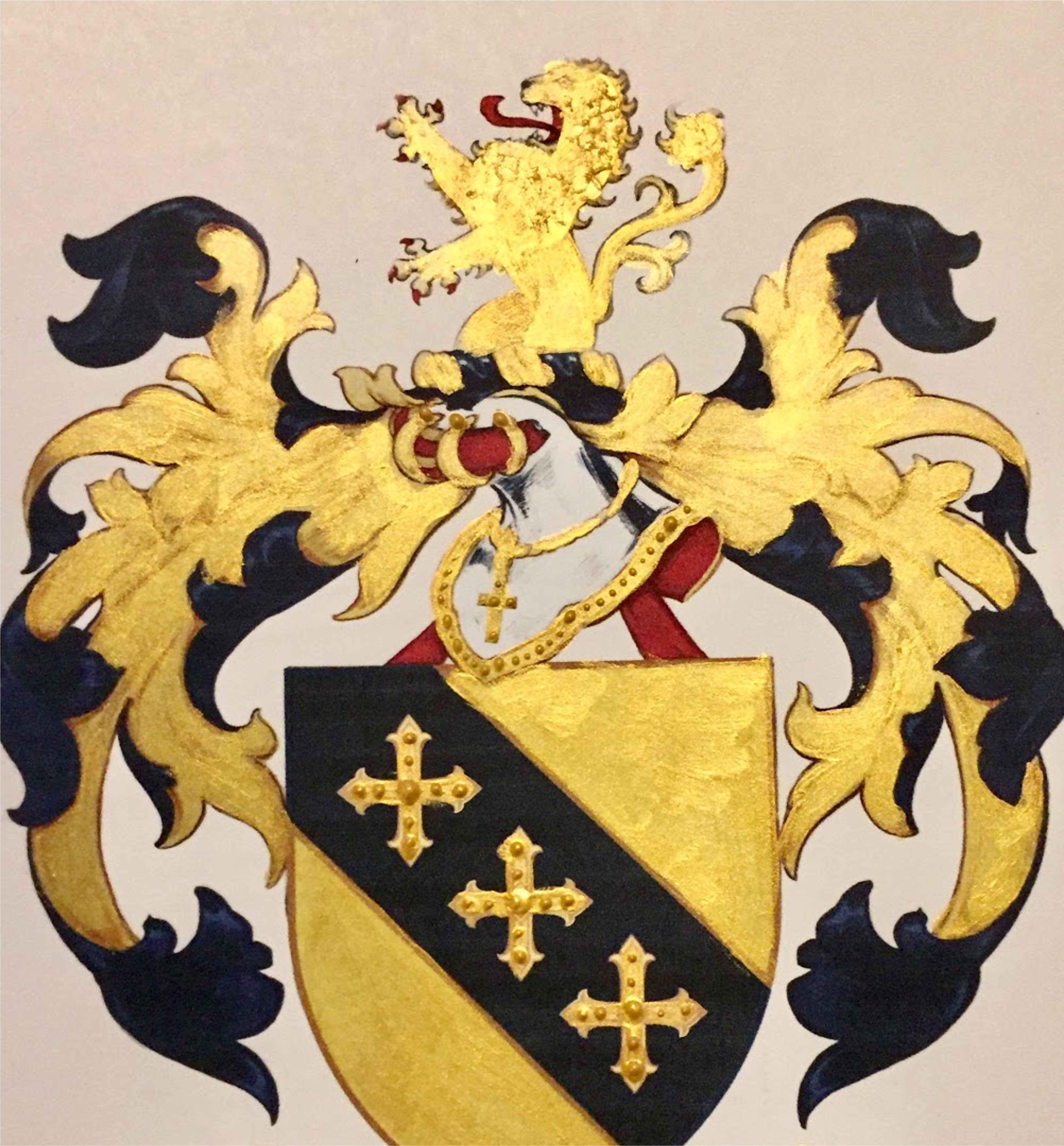
Het wapenschild op een gravure.

Het wapenschild van het geslacht dateert uit de 14e eeuw en werd teruggevonden in het zegelboek van de Mechelse patriciërsfamilies: 
"Les armoiries de Robbroeck sont: d'or à la bande de sable chargée, de trois croix d'or.
Of van goud, een schuinbalk van sabel beladen met drie kruizen van goud.